# Arcenillas (kommunhuvudort)
Arcenillas är en kommunhuvudort i Spanien. Den ligger i provinsen Provincia de Zamora och regionen Kastilien och Leon, i den centrala delen av landet, 200 km nordväst om huvudstaden Madrid. Arcenillas ligger 701 meter över havet och antalet invånare är 310.
Terrängen runt Arcenillas är platt, och sluttar norrut. Runt Arcenillas är det ganska glesbefolkat, med 38 invånare per kvadratkilometer. Närmaste större samhälle är Zamora, 7,4 km nordväst om Arcenillas. Trakten runt Arcenillas består till största delen av jordbruksmark.